# هاينز غولدبرغ
هاينز غولدبرغ (بالألمانية: Heinz Goldberg)‏ هو كاتب سيناريو ومخرج ألماني، ولد في 30 مايو 1891 في كونيغسبرغ في الإمبراطورية الروسية، وتوفي في 2 يوليو 1969 في برلين في ألمانيا.

## وصلات خارجية
- هاينز غولدبرغ على موقع IMDb (الإنجليزية)
- هاينز غولدبرغ على موقع أول موفي (الإنجليزية)
- هاينز غولدبرغ على موقع قاعدة بيانات الأفلام السويدية (السويدية)
- هاينز غولدبرغ على موقع قاعدة بيانات الفيلم (الإنجليزية)
- هاينز غولدبرغ على موقع كينوبويسك (الروسية)